# 萨拉·麦克曼
萨拉·麦克曼（英語：Sara McMann，1980年9月24日—），美国前女子摔跤运动员。她曾代表美国参加2004年夏季奥林匹克运动会摔跤比赛，获得女子自由式63公斤级银牌。